# Sultanat de Hiraab
El sultanat o imamat de Hiraab fou l'estat successor al territori de la moderna Somàlia del sultanat de Qalafo al segle xvii. Va existir fins al 1878/1889.
La zona de la costa d'Hobyo va passar sota autoritat d'Oman que després de la batalla de Mombasa el 1698 va expulsar dels seus assentaments de la costa del Benadir als portuguesos. Governadors omanites es van instal·lar a Mogadishu, Merca, i Baraawe, encara que el seu paper era simbòlic i en els afers interns aquestes ciutats van conservar plena independència. Un quart de segle després caids somalis sota sobirania otomana foren nomenats a alguns punts de la costa somali. El 1728 el darrer fortí portuguès fou conquerit i els otomans van reclamar la completa sobirania sobre el corn d'Àfrica. La sobirania otomana fou suau, amb un jutge otomà que actuava com a jutge suprem i sense interferir en els afers interns. Això va debilitar el control dels Ajuuraan de Qalafo sobre el principal port, Hobyo. Al baix Shabeelle va sorgir com a nou poder el sultanat de Geledi, centrat a la ciutat de Geledi (moderna Afgooye).
Llavors els clans hawiye es van revoltar i van establir el sultanat d'Hiraab, dirigit per un imaam (imam), i que portava aquest nom pel clan hiraab. El sultanat dominava Hobyo, i sense aquest port Qalafo va entrar en ràpida decadència. L'estat d'Hiirab estava dirigit per dos poders; els imams, del subclan abgaal dels hawiye, i els faquis i cadis del grup sheeqaal de la confederació de clans Dir; l'exèrcit corresponia als habar gidir o als dudubles, subclans dels hawiye. Aquesta situació no va durar gaire i al començament del segle xviii l'imam ja s'havia establert a Mogadiscio i s'ocupava de les zones del sud, mentre alguns subclans hawiye governaven al nord on la sobirania otomana es va esvair i fou substituïda per la zanzibarí. L'imam conservava una autoritat quasi tan llunyana com la zanzibarí, i el 1878 un majeerteen, Yusuf Ali, amb l'ajut d'un grup de fidels i tres dotzenes de guerrers de la tribu hadhrami del protectorat d'Aden, va prendre el poder a la ciutat d'Hobyo i el Mudug i va establir el sultanat d'Hobyo.
Els altres territoris del sultanat van passar el 1886 a la companyia italiana que va administrar el Benadir, la qual el 1888 va passar a l'estat italià. Després del 1889 l'imam va conservar només una autoritat moral sobre els clans derivada del seu prestigi, autoritat que encara existeix.